# 4601 Ludkewycz
4601 Ludkewycz è un asteroide della fascia principale. Scoperto nel 1986, presenta un'orbita caratterizzata da un semiasse maggiore pari a 2,6761028 UA e da un'eccentricità di 0,0975224, inclinata di 13,27064° rispetto all'eclittica.
L'asteroide è dedicato all'ucraina Romana Ludkewycz, madre dello scopritore.